# Baby, You're a Rich Man
〈Baby, You're a Rich Man〉은 1967년 7월 싱글 〈All You Need Is Love〉의 B-사이드로 발매된 영국의 록 밴드 비틀즈의 곡이다. 이 곡은 존 레논의 〈One of the Beautiful People〉이라는 제목의 미완성 곡에서 유래되었는데, 폴 매카트니는 이 곡에 후렴구를 추가했다. 이 곡은 런던의 올림픽 스튜디오에서 녹음되고 혼합되어, EMI 스튜디오 밖에서 완전히 만들어진 비틀즈의 EMI 음반 중 첫 번째가 되었다. 신시사이저의 선구자였던 모노포닉 키보드 악기인 클라비올린을 특징으로 한 팝송 중 가장 잘 알려진 곡이다. 레논은 오보에 세팅에서 클라비올린을 연주하여 인도 셰나이를 암시하는 소리를 냈다. 그는 영국 반문화의 출현에 핵심이 된 런던 알렉산드라 궁전에서 열린 전야제인 14시간 테크니콜러 드림 행사에 참석한 뒤 이 곡을 쓰기 시작했다. 그의 가사는 1960년대 히피 운동의 "아름다운 사람들"을 다루고 합창단과 결합하여 비물질적 부의 보편성에 관한 성명을 발표한다. 이 곡은 또한 비틀즈의 매니저인 브라이언 엡스타인에게 보내는 메시지로 해석을 초대했고, 그 대신에 명성에 대한 코멘트로서 해석을 불러왔다.
〈Baby, You're a Rich Man〉은 미국 빌보드 핫 100 차트에서 34위를 기록했다. 발매 한 달 후, 조지 해리슨은 사랑의 여름이 한창일 때 샌프란시스코의 헤이트애시베리를 방문했을 때 이 노래를 불렀다. 이 트랙은 비틀즈의 《Magical Mystery Tour》 음반에도 등장했고 1968년에 제작된 애니메이션 영화 《노란 잠수함》에서도 연속적으로 등장했다. 비록 이 곡이 후작의 사운드트랙 음반에는 수록되지 않았지만, 이 곡의 새로운 조합이 1999년 확장 발매된 《Yellow Submarine Songtrack》에 등장했다.